# R–27
Az R–27 (cirill betűkkel: Р–27, NATO-kódja: AA–10 Alamo) közepes hatótávolságú szovjet, később ukrán gyártmányú légiharc-rakéta, melyet az 1980-as években fejlesztettek ki a Vimpel tervezőirodában. A rakéta a MiG–29 és a Szu–27 vadászrepülőgépek fő fedélzeti fegyvere, a korabeli szovjet gyakorlatnak megfelelően félaktív lokátoros önirányítású, passzív infravörös önirányítású, valamint megnövelt hatótávolságú változatát is kifejlesztették. A rakéták sorozatgyártását a kijevi Artem cég végzi. A Magyar Honvédség is rendszeresítette.

## Típusváltozatok
- R–27R
- R–27T
- R–27RE
- R–27TE

## Külső hivatkozások
- Р-27 – Az Ugolok nyeba repülő-enciklopédia cikke (oroszul)